# Sokratis Lagoudakis
Sokratis Lagoudakis (Creta, 1861 - Alejandría, 3 de junio de 1944) fue un atleta griego que compitió en los Juegos Olímpicos de Atenas 1896.
Lagoudakis fue uno de los diecisiete atletas que iniciaron la carrera de maratón; finalizó en la última posición de los nueve atletas que completaron el recorrido.